# شارون هيلر
شارون لويز هيلير (مواليد 1954) هي أخصائية ميكروبيولوجيا أمريكية. وهي رئيسة ريتشارد سويت إندوورد في الأمراض المعدية الإنجابية ونائبة رئيس قسم التوليد وأمراض النساء والعلوم الإنجابية في المركز الطبي بجامعة بيتسبرغ (UPMC) ومعهد أبحاث ماجي للنساء.

## التعليم والحياة المبكرة
ولدت هيلير وترعرعت في سياتل، حيث التحقت بجامعة واشنطن للحصول على بكالوريوس العلوم ودرجة الدكتوراه.

## الحياة المهنية
أثناء إنهاء درجة الدكتوراه في جامعة ولاية واشنطن درست هيلير الطاعون الدبلي وبدأت تتخصص في الأمراض المنقولة جنسياً. هذا قادها للانضمام إلى حركة فيروس نقص المناعة البشرية بقيادة بولي هاريسون وشكلت التحالف لتطوير مبيدات الميكروبات. شاركت في نشر دراسة في عام 1991 بعنوان حُسِّنت موثوقية تشخيص التهاب المهبل الجرثومي من خلال طريقة موحدة لتفسير صبغة غرام. وحضرت مؤتمر البيت الأبيض الأول حول فيروس نقص المناعة البشرية والإيدز في عام 1995 ولكن قوبلت بالمقاومة.
بدأت هيلير التدريس في جامعة واشنطن كأستاذ مشارك باحث في أمراض النساء والتوليد والأحياء الدقيقة قبل انضمامها إلى أعضاء هيئة التدريس في جامعة بيتسبرغ (بيت) في عام 1995. أثناء وجودها في بيت واصلت هيلير دراستها حول فيروس نقص المناعة البشرية والإيدز وأسست شبكة تجارب الميكروبييد (MTN)، وهو برنامج بحث دولي يدرس طرق لوقف انتقال الأمراض المنقولة جنسياً. بعد أن أظهرت دراسة فاشلة أجريت في عام 2001 أن النونوكسينول لم يمنع الإصابة بفيروس نقص المناعة البشرية جرب مشروعها دراسات حول مبيدات الحيوانات المنوية والمواد المصممة لمنع دخول الفيروسات إلى الخلايا لكن كلاهما فشل. خلال هذا الوقت تم تعيينها رئيسًا لجمعية الأمراض المعدية لأمراض النساء والولادة وكانت في مجلس إدارة الجمعية الدولية لأبحاث الأمراض المنقولة جنسيًا.
في عام 2009 أُعلن أن هيلير ستقود مشروعًا تموله معاهد الصحة الوطنية لتحديد البكتيريا الجديدة التي قد تلعب دورًا في تطوير أمراض التهاب الحوض. كما حصلت على جائزة توماس باران من الجمعية الأمريكية للأمراض المنقولة جنسياً خلال اجتماع الجمعية الدولية لبحوث الأمراض المنقولة جنسيًا (ISSTDR) وذلك لمساهماتها المتميزة في مجال أبحاث الأمراض المنقولة بالاتصال الجنسي والوقاية منها. في العام التالي قادت هيلير دراسة في خمسة بلدان في أفريقيا جنوب الصحراء الكبرى بشأن فعالية مبيدات الميكروبات الموضعية والاستخدام الوقائي للأدوية المضادة للفيروسات الرجعية في منع انتقال فيروس نقص المناعة البشرية عن طريق الاتصال الجنسي. أثبتت إحدى الدراسات أن جل تينوفوفير ناجح في الوقاية من عدوى فيروس نقص المناعة البشرية على الرغم من أنه لم يكن قادرًا على التكاثر بواسطة المختبرات الخارجية.
بحلول عام 2013 أجرت 13 تجربة ومنحت 70 مليون دولار لتطوير واختبار منتجات الوقاية من فيروس نقص المناعة البشرية. ركز البحث على وجه التحديد على الأفراد الذين يمارسون الجنس مع الرجال لأنهم هم الأكثر عرضة للخطر. خلال هذا الوقت عملت أيضًا كرئيسة لمكتب معاهد الصحة الوطنية التابع للمجلس الاستشاري لبحوث الإيدز. في عام 2015 أجرت وختتمت هيلير وليزا روهان التجارب الأكلينكية البشرية الأولى على منتجات الأفلام المهبلية المضادة للفيروسات القهقرية التي تهدف إلى منع الإصابة بفيروس نقص المناعة البشرية. كما أنها كانت في المجالس التحريرية للأمراض المعدية في طب التوليد والنسائيات والمراجعات في العلاج الدوائي المعاصر والأمراض المنقولة جنسياً واللاهوائية. في عام 2019 حصلت هيلير على جائزة بيتسبرغ للسيدات.

## الحياة الشخصية
لدى هيلير طفلان من زوجها بوتش.